# بدخواه (فیلم ۲۰۱۸)
فلورنس پیو، بن لوید-هیوز، اسکات چمبرز، جورجینا بیوان،  جیمز کسمو و سلیا ایمری در این فیلم به ایفای نقش پرداخته‌اند. این فیلم در ۵ اکتبر ۲۰۱۸ توسط نتفلیکس منتشر شد.

## داستان
در سال ۱۹۸۶ اسکاتلند، آنجلا و جکسون خواهر و برادر آمریکایی هستند که با یک تیم کوچک از محققان ماوراء الطبیعه، کلاهبرداری رسانه ای جعلی را بر روی مشتریانی که معتقدند خانه‌هایشان خالی از سکنه شده‌است، اجرا می‌کنند. این تیم از شهرت مادر مرحوم خواهر و برادر برای تبلیغ قدرت آنجلا به عنوان یک رسانه استفاده می‌کند. جکسون به دلیل بدهی‌ای که به کوسه‌های قرضی دارد، کلاهبرداری‌ها را سازماندهی می‌کند.
در طول آخرین مأموریت آنها، اتفاقات عجیبی رخ می‌دهد که باعث می‌شود آنجلا نگران شباهت با مادرش باشد، مادرش صداهایی را شنید و به دلیل دیدن افرادی که آنجا نبودند، دست به خودکشی زد. یک مشتری جدید، خانم گرین، از آنها درخواست می‌کند که جلوی «جیغ زدن» دختران را بگیرند. آنجلا از آخرین تکلیفشان خیلی مضطرب و متزلزل است، بنابراین درخواست را رد می‌کند. او به تاریخچه خانه تماس‌گیرنده نگاه می‌کند و متوجه می‌شود که بچه‌های خوانده صاحب خانه همگی ۱۵ سال قبل با دهان بسته مرده پیدا شده‌اند و پسرش مقصر شناخته شده‌است. جکسون که برای بازپرداخت کوسه‌های قرضی به پول نیاز دارد، با وجود بی‌میلی خواهرش، با این کار موافقت می‌کند.
جکسون و تیم تکنسین‌هایش طرحی را برای فریب دادن خانم گرین تدوین می‌کنند. در حالی که الیوت آنجلا را دنبال می‌کند و در اطراف عمارت فیلم می‌گیرد، ارواح دختران کشته شده را می‌بیند و آنها را به سمت بال شرقی محدود می‌کند، جایی که طبقه فرو می‌ریزد. آنجلا، الیوت و جکسون محل نگهداری دختران را کشف می‌کنند.
خانم گرین به جکسون اطلاع می‌دهد که آنها شکست خورده‌اند و او معتقد است که آنها هنرمندان کلاهبرداری هستند. جکسون خودش شروع به دیدن چیزها می‌کند و در نهایت بعد از اینکه خانم گرین اشاره می‌کند که او در قتل دختران دست داشته‌است، تصمیم می‌گیرد کار را رها کند. جکسون بث، تکنسین/دوست دخترش را بیهوش می‌یابد و دهانش را در اتاق زیر شیروانی بسته‌است. جکسون در تلاش برای فرار با دیگران، ماشین را به درختی می‌زند و بث را می‌کشد.
خواهر و برادرها یکی یکی توسط هرمان، پسر گرین اسیر می‌شوند و جکسون اول است. خانم گرین قبل از اینکه به پسرش هرمان دستور دهد او را بکشد، زبان جکسون را بریده، دندان‌هایش را چکش می‌زند و دهانش را می‌بندد. فیلمبردار آنها الیوت موفق می‌شود هرمان را درست زمانی که خانم گرین شروع به کار با آنجلا می‌کند، بکشد. ارواح دختران مرده ظاهر می‌شوند و آنجلا از آنها التماس می‌کند و التماس می‌کند که کمک کنند. آنها شروع به فریاد زدن می‌کنند و آنقدر حواس خانم گرین را پرت می‌کنند تا آنجلا خودش را آزاد کند و او را بکشد. آنجلا که لنگان لنگان از خانه دور می‌شود، روح جکسون را می‌بیند که در حال جستجوی بث است و قبل از اینکه در جاده سرگردان شود. آنجلا گریه می‌کند و توجه ماشین عبوری را به خود جلب می‌کند.
آنجلا و الیوت به بیمارستان منتقل می‌شوند. از طریق تلفن با پدربزرگش آنجلا به او می‌گوید که چه اتفاقی افتاده‌است و پدربزرگش گریه می‌کند و به او می‌گوید که اکنون نمی‌تواند تنها باشد. اما آنجلا پاسخ می‌دهد: «من تنها نیستم» در حالی که سایه تاریکی از روی او می‌گذرد.

## بازیگران
- فلورنس پیو در نقش آنجلا سیرز
- بن لوید-هیوز در نقش جکسون سیرز
- اسکات چمبرز در نقش الیوت
- جورجینا بوان در نقش بث
- جیمز کسمو در نقش پدربزرگ سیرز
- سلیا ایمری در نقش خانم گرین
- استیون مک‌کول در نقش فرانک
- دیزی متیوسون در نقش سوزی
- شارلوت آلن در نقش مدی
- نیکولا گریر در نقش کریستین سیرز
- شلی کان در نقش سامانتا هارلو
- ایان میلن در نقش کریگ
- چارلز بارت در نقش ویکتور
- اما اتکین در نقش کلر
- فلورا بردی در نقش میسی
- آنا کوت در نقش تامی
- نایل گریگ فولتون در نقش هرمان

## انتشار
این فیلم در ۵ اکتبر ۲۰۱۸ توسط نتفلیکس منتشر شد.

## بازخورد
در وب‌سایت جمع‌آوری نقد راتن تومیتوز، این فیلم بر اساس ۱۱ نقد، با میانگین امتیاز ۵٫۵ از ۱۰، ۵۵٪ محبوبیت دارد.
برایان تالریکو از RogerEbert.com نوشت: «این فیلم ترسناک جدید مورد علاقه هیچ‌کسی در این فصل تعطیلات نخواهد بود، اما شروع به اندازه کافی محکم برای ماهی است که دمای هوا کاهش می‌یابد و روایت داستان‌های ارواح سردتر می‌شود».